# IC 1527
IC 1527 ist eine Spiralgalaxie vom Hubble-Typ Sb im Sternbild Fische auf der Ekliptik. Sie ist rund 390 Millionen Lichtjahre von der Milchstraße entfernt und hat einen Durchmesser von etwa 150.000 Lichtjahren.

Im selben Himmelsareal befinden sich unter anderem die Galaxien NGC 7811, IC 5374, IC 5375.
Das Objekt wurde am 19. August 1892 von Stéphane Javelle entdeckt.